# دختر در حال پیشرفت
دختر در حال پیشرفت (به انگلیسی: Girl in Progress) یک فیلم درام آمریکایی محصول ۲۰۱۲ به کارگردانی پاتریکا ریگن و بازی اوا مندس و سیه‌را رامیرز است.
این فیلم در ۱۱ مه ۲۰۱۲ به‌طور محدود منتشر شد ولی در اصل ۲۷ آوریل ۲۰۱۲ انتشار یافت. دلیل این به تعویق افتادن جلوگیری از رقابت با انیمیشن دزدان دریایی! گروهی از ناجورها بود.

## بازیگران
- اوا مندس در نقش گریس
- متیو موداین در نقش دکتر هارفورد
- سیه‌را رامیرز در نقش آنسداد
- پاتریشیا آرکت در نقش خانم آرمسترانگ
- ایوجینیو دربز در نقش مأموریت غیرممکن
- راسل پیترس در نقش امیلی
- رینی رادریگز در نقش تراویا
- لندن لیبران در نقش تراور
- برنا اوبیرن در نقش والری
- تیرا اسکوبی

## جوایز
| سال  | جایزه               | دسته‌بندی                            | دریافت کننده    | نتیجه |
| ---- | ------------------- | ----------------------------------- | --------------- | ----- |
| ۲۰۱۲ | جوایز ایمجن فوندنشن | بهترین بازیگر زن نقش مکمل فیلم بلند | سیه‌را رامیرز    | برنده |
| ۲۰۱۲ | سیزدهمین جوایز آلما | فیلم مورد علاقه                     | فیلم مورد علاقه | برنده |
| ۲۰۱۲ | سیزدهمین جوایز آلما | بازیگر زن مورد علاقه نقش مکمل فیلم  | سیه‌را رامیرز    | برنده |
| ۲۰۱۳ | جوایز جوانان        | فیلم مورد علاقه                     | فیلم مورد علاقه | برنده |